# Brachionus
Genre
Synonymes
- Brachyonus (misspelling)[2]
- Noteus Ehrenberg, 1830[3]

Brachionus est un genre de rotifères de la famille des Brachionidae.

## Liste d'espèces
Selon Catalogue of Life (12 juillet 2020) :
- Brachionus adisi Koste & Hardy, 1984
- Brachionus africanus Segers, Mbogo & Dumont, 1994
- Brachionus ahlstromi Lindeman, 1939
- Brachionus amazonicus Koste & Robertson, 1983
- Brachionus amsterdamensis De Smet, 2001
- Brachionus angularis Gosse, 1851
- Brachionus araceliae Silva-Briano, Galván-De la Rosa, Pérez-Legaspi & Rico-Martínez, 2007
- Brachionus asplanchnoides Charin, 1947
- Brachionus austrogenitus Ahlstrom, 1940
- Brachionus baylyi Sudzuki & Timms, 1977
- Brachionus bennini Leissling, 1924
- Brachionus bidentatus Anderson, 1889
- Brachionus budapestinensis Daday, 1885
- Brachionus calyciflorus Pallas, 1766
- Brachionus caudatus Barrois & Daday, 1894
- Brachionus charini Kutikova, Kosova & Khodorevsky, 1976
- Brachionus dichotomus Shephard, 1911
- Brachionus dimidiatus Bryce, 1931
- Brachionus diversicornis (Daday, 1883)
- Brachionus dolabratus Harring, 1914
- Brachionus donneri Brehm, 1951
- Brachionus durgae Dhanapathi, 1974
- Brachionus falcatus Zacharias, 1898
- Brachionus forficula Wierzejski, 1891
- Brachionus havanaensis Rousselet, 1911
- Brachionus huangi Zhuge & Koste, 1996
- Brachionus ibericus Ciros-Peréz, Gómez & Serra, 2001
- Brachionus incertus Hauer, 1953
- Brachionus josefinae Silva-Briano & Segers, 1992
- Brachionus keikoa Koste, 1979
- Brachionus kostei Shiel, 1983
- Brachionus kultrum Paggi, 1981
- Brachionus leydigii Cohn, 1862
- Brachionus lyratus Shephard, 1911
- Brachionus manjavacas Fontaneto, Giordani, Melone & Serra, 2007
- Brachionus mirabilis Daday, 1897
- Brachionus mirus Daday, 1905
- Brachionus murphyi Sudzuki, 1989
- Brachionus nilsoni Ahlstrom, 1940
- Brachionus novaezealandiae Morris, 1913
- Brachionus orientalis Rodewald, 1937
- Brachionus pinneenaus Koste & Shiel, 1983
- Brachionus plicatilis Müller, 1786
- Brachionus postcurvatus Kuczynski, 1991
- Brachionus pseudonilsoni Sudzuki, 1992
- Brachionus pterodinoides Rousselet, 1913
- Brachionus quadridentatus Hermann, 1783
- Brachionus rotundiformis Tschugunoff, 1921
- Brachionus rubens Ehrenberg, 1838
- Brachionus satanicus Rousselet, 1913
- Brachionus schwoerbeli Koste, 1988
- Brachionus sericus Rousselet, 1907
- Brachionus sessilis Varga, 1951
- Brachionus spatiosus Rousselet, 1912
- Brachionus srisumonae Segers, Kotethip & Sanoamuang, 2004
- Brachionus urceolaris Müller, 1773
- Brachionus variabilis Hempel, 1896
- Brachionus zahniseri Ahlstrom, 1934